# Daniel Madlener
Daniel Madlener (* 24. August 1964 in Feldkirch) ist ein ehemaliger österreichischer Fußballspieler und nunmehriger -trainer. Der Mittelfeldspieler absolvierte die meisten seiner Einsätze in der 1. Division für den SK Vorwärts Steyr.

## Karriere

### Als Spieler
Daniel Madlener begann nach Stationen als Jugendspieler beim SV Satteins und danach im Leistungszentrum Dornbirn seine Fußballerkarriere bei der IG Bregenz/Dornbirn in der 2. Division. Von dort wechselte er 1985 zum nahen FC St. Gallen in die Schweizer NLA, wo damals auch Walter Hörmann spielte. Zwei Jahre später wurde der Vorarlberger vom damaligen Aufsteiger SK Vorwärts Steyr in die österreichische 1. Division geholt, wo er bis 1996 abgesehen von einem halbjährigen Engagement bei Rapid 1991 blieb und zu einem der wichtigsten Spieler der Rot-Weißen avancierte. Größte Erfolge waren die beiden siebenten Tabellenenränge 1990/91 und 1991/92.
Unter Josef Hickersberger kam er 1988 zu zwei Kurzeinsätzen in der österreichischen Nationalmannschaft in den Vorbereitungsspielen gegen Brasilien und Ungarn. Gemeinsam mit Walter Waldhör war er einer von zwei Nationalspieler, die aus Steyr berufen wurden. Kurz vor dem Abstieg des SK Vorwärts Steyr wechselte Daniel Madlener zum FC Linz, für den er bis zur „Fusion“ 1997 spielte. Über den TSV Hartberg und Steyr kam er 1999 schließlich wieder zurück nach Vorarlberg, wo er noch beim FC Hard, FC Blau-Weiß Feldkirch und FC Nenzing in der Regionalliga West spielte. Als Spielertrainer ließ er seine Karriere bis 2011 im vorarlbergischen Unterhaus ausklingen. Seinen letztes Pflichtspiel als Aktiver absolvierte er am 23. August 2011, einen Tag vor seinem 47. Geburtstag, im vorarlbergischen Landespokal. Zwei Monate zuvor hatte er sich noch selbst in der vierthöchsten Fußballliga Österreichs eingesetzt.

### Als Trainer
2005 übernahm er als Spielertrainer den FC Schlins, den er mit zwei aufeinanderfolgenden Meistertiteln 2007 in die Landesliga führte. Hauptberuflich war er zu dieser Zeit als Hauptschullehrer in Nüziders tätig. In der Winterpause 2008/09 verließ er den Verein.
Die nächste Station war beim FC Rätia Bludenz, mit dem er 2008/09 in die Fünftklassigkeit abstieg und im Oktober 2009 als Trainer entlassen wurde. Etwas über ein Jahr später trainierte er dann den FC Andelsbuch, der 2012 den Meistertitel und den Aufstieg in die Regionalliga West feierte. In der Sommerpause vor der Saison 2012/13 wurde er von Christian Köll als Trainer ersetzt und war fortan vereinslos, ehe er in der Winterpause das Traineramt beim von einem Insolvenzverfahren geplagten FC Lustenau aus der zweithöchsten Fußballliga Österreichs übernahm. Nach dem Abstieg des Vereins in den Amateurbereich am Ende der Saison war er abermals einige Monate ohne Trainerstation und wechselte zu Jahresbeginn 2014 als Jugendtrainer in die AKA Vorarlberg. Ab April 2016 war er Cheftrainer bei Schwarz-Weiß Bregenz. Ein Jahr später, im April 2017, trennten sich die Bregenzer von ihm. Im Oktober 2017 wurde er ein zweites Mal Trainer des nunmehr fünftklassigen FC Lustenau 07. Mit Lustenau stieg er am Ende der Saison 2018/19 in die Vorarlbergliga auf. Im Dezember 2019 trennte sich Lustenau von Madlener.
Im August 2021 wurde er Trainer des Zweitligisten SK Vorwärts Steyr, bei dem er einen großen Teil seiner Karriere als Spieler verbracht hatte. Mit Steyr stieg er am Ende der Saison 2022/23 aus der 2. Liga ab. Daraufhin trennte sich der Klub von Madlener.

## Erfolge
- 2 Länderspiele für die österreichische Fußballnationalmannschaft 1988
- Meistertitel 2. Landesklasse – FC Schlins 2006
- Meistertitel 1. Landesklasse – FC Schlins 2007
- Meistertitel Vorarlbergliga – FC Andelsbuch 2012